# Gesetz zur Reform der elterlichen Sorge nicht miteinander verheirateter Eltern
Das Gesetz zur Reform der elterlichen Sorge nicht miteinander verheirateter Eltern (NEheSorgeRG) ist ein deutsches Bundesgesetz. 
Es wurde am 1. März 2013 vom Bundestag beschlossen und trat am 19. Mai 2013 in Kraft. Entstanden war es aus einer Initiative der Bundesregierung zur Umsetzung der EGMR-Rechtsprechung im Fall Zaunegger vs. Deutschland.

## Inhalt
Das Gesetz betrifft im Wesentlichen die Zugangsmöglichkeiten des nicht mit der Kindesmutter verheirateten Vaters zur gemeinsamen elterlichen Sorge. Auch die allein sorgeberechtigte Mutter erhält die Möglichkeit, den Vater in die gemeinsame Sorge einzubinden. Außerdem wird dem Vater der Zugang zur Alleinsorge auch ohne Zustimmung der Mutter eröffnet.
Das NEheSorgeRG enthält sowohl materiell- als auch verfahrensrechtliche Reglungen.

### Materielles Recht
Im Bürgerlichen Gesetzbuch wurde das Recht der elterlichen Sorge erweitert. Gem. § 1626a Abs. 3 BGB n.F. entsteht die gemeinsame elterliche Sorge nunmehr außer bei Abgabe übereinstimmender Sorgeerklärungen oder bei Heirat der Eltern zusätzlich durch gerichtliche Übertragung.  Das Familiengericht überträgt die gemeinsame Sorge, wenn  und soweit dies dem Kindeswohl nicht widerspricht (negative Kindeswohlprüfung). Es ist nicht die positive Feststellung erforderlich, dass die gemeinsame Sorge dem Kindeswohl entspricht. Notwendig ist jedoch die umfassende Abwägung aller für und gegen die gemeinsame Sorge sprechenden Umstände.
§ 1671 BGB n.F. eröffnet dem Vater die Möglichkeit einer gerichtlichen Überprüfung, durch die er die Alleinsorge auch gegen den Willen der Mutter erlangen kann. Die Neufassung regelt nicht mehr nur den Fall, dass  gemeinsam sorgeberechtigte Eltern nicht nur vorübergehend getrennt leben und ein Elternteil die Übertragung der  Alleinsorge beantragt, sondern greift auch ein, wenn bei Alleinsorge der Mutter und  Getrenntleben der Eltern der Vater die Übertragung der Alleinsorge auf sich beantragt. § 1672 BGB a.F. wurde aufgehoben.

### Verfahrensrecht
Das Verfahren zur Übertragung der gemeinsamen elterlichen Sorge erfolgt im beschleunigten, vereinfachten Verfahren (§ 155, § 155a FamFG). Schweigt die Mutter oder trägt sie keine Gründe vor, die gegen die gemeinsame Sorge sprechen können, und sind dem Gericht solche Gründe auch  nicht anderweitig bekannt, besteht eine gesetzliche Vermutung, dass die gemeinsame Sorge dem Kindeswohl nicht widerspricht. Eine umfassende gerichtliche Prüfung findet nur statt, wenn sie zum Schutz des Kindes nötig ist. Antragsberechtigt ist auch die allein sorgeberechtigte Mutter, die so eine gemeinsame Sorge mit dem Kindsvater erreichen kann.